# Joachim Denisko
Joachim Mokosiej Denisko (ur. ok. 1756, zm. ok. 1812) – szlachcic wołyński, oficer, z przekonań jakobin, brygadier w insurekcji kościuszkowskiej. Komisarz cywilno-wojskowy powiatu krzemienieckiego. 
W 1794 r. organizator nieudanej wyprawy na Wołyń. Od 1795 r. przebywał na terenie Turcji, gdzie przygotowywał powstanie. Współdziałał z Centralizacją Lwowską. W 1797 r. wkroczył na czele małego oddziału (ok. 200 osób) na Bukowinę. Pokonany przez wojsko austriackie i milicję chłopską 30 czerwca pod Dobronowicami, zbiegł do Turcji. Odrzucił ofertę służby w Legionach Polskich. W 1798 r. uzyskał amnestię w Rosji i zwrot skonfiskowanego mienia, następnie służył Rosjanom. Zmarł w Petersburgu.